# Dzëk
Dzëk – polski taniec regionalny pochodzący z Kaszub, tradycyjnie wyłącznie męski, imitujący walkę piratów. 
Melodia dzëka jest skoczna i nosi ślady melodii tańców innych europejskich ludów nadmorskich. Taniec jest dynamiczny, opiera się na podskokach, służy pokazaniu sprawności fizycznej tańczącego.